# Girolamo Seripando
Girolamo kardinal Seripando, O.S.A., italijanski rimskokatoliški duhovnik, škof in kardinal, * 6. maj 1493, Troja, † 16. april 1563.

## Življenjepis
Leta 1507 (pri trinajstih letih) je podal redovniške zaobljube pri avguštincih.
Leta 1554 je bil imenovan za nadškofa Salerna.
26. februarja 1561 je bil povzdignjen v kardinala.